# Katchang
Katchang ist eine Ortschaft im westafrikanischen Staat Gambia.
Nach einer Berechnung für das Jahr 2013 leben dort etwa 1630 Einwohner, das Ergebnis der letzten veröffentlichten Volkszählung von 1993 betrug 1751.

## Geographie
Katchang liegt in der North Bank Region im Distrikt Upper Baddibu. Der Ort liegt rund 6,3 Kilometer südlich von Illiassa.
Der Bao Bolong Wetland Reserve liegt westlich des Orts und südlich liegt an der Mündung des Katchang Bolong der Katchang Point.